# Blockkoeffizient

Der Blockkoeffizient eines Schiffes berechnet das Verhältnis des Unterwasservolumens des Schiffsrumpfs (braun) zum Volumen eines rechteckigen Blocks mit der gleichen Gesamtlänge, Breite und Tiefe.

Unter dem Blockkoeffizient oder Völligkeitsgrad, kurz auch Völligkeit genannt, versteht man im Schiffbau das Verhältnis
- eines beliebig geformten Körpers zum Rauminhalt des umschreibenden Quaders beziehungsweise
- einer beliebig geformten Fläche zur Fläche des umschreibenden Rechtecks.

## Wasserlinienvölligkeit
Die Wasserlinienvölligkeit ist das Verhältnis der Wasserlinienfläche (die Wasserfläche, welche durch das schwimmende Schiff in der Wasseroberfläche quasi "fehlt") zu der Fläche eines aus Länge und Breite des Schiffs berechneten Rechtecks.

## Völligkeit des Unterwasserschiffs
Die Völligkeit des Unterwasserschiffs ist das Verhältnis des Rauminhaltes des unterhalb der Wasserlinie befindlichen Teils des Schiffskörpers (sogenannte Verdrängung) zu dem aus Länge, Breite (jeweils gemessen in der Wasserlinie) und Tiefgang des Schiffes errechneten Quadervolumen. Dieser Wert wird auch Blockkoeffizient genannt.
Die Wasserlinienvölligkeit und die Völligkeit des Unterwasserschiffs sind in der Praxis nicht unabhängig voneinander. Sie dienen im Schiffsentwurf als Ausgangsbasis für die Ermittlung der gewünschten Kombination aus Geschwindigkeit, Tragfähigkeit und erforderlicher Antriebsleistung des Schiffes.

## Berechnung
Mathematisch definiert ist der Blockkoeffizient CB das Verhältnis zwischen dem verdrängten Volumen {\displaystyle \nabla } des Schiffes und dem Block   Lpp × B  × T   :
{\displaystyle C_{B}={\frac {\nabla }{L_{pp}\cdot B\cdot T}}}

## Auswirkungen
Je kleiner CB, desto „schlanker“ das Schiff. Schnelle Schiffe haben meist einen kleinen CB. Da sich alle diese Faktoren mit dem Tiefgang ändern können, kann sich auch der Blockkoeffizient CB je nach Beladung ändern.